# Сорбонна
Сорбо́нна (фр. la Sorbonne) — архитектурно-исторический памятник, центр Парижского университета; расположена в Латинском квартале Парижа; является собственностью города.
Название Сорбонна происходит от имени богослова Робера де Сорбона, духовника короля Людовика IX Святого, основавшего в городе в XIII веке богословский колле́ж — Коллеж Сорбонна, позднее вошедший в Парижский университет. Термин по смежности был перенесён на сам университет и закрепился за ним до сегодняшнего дня. Иногда используемое в русскоязычных средствах массовой информации по отношению к Сорбонне название «Сорбоннский университет» является семантически неверным.
В 1968 году Сорбонна стала одним из главных центров студенческих выступлений под идеями «новых левых», известных как «Красный май».

## Архитектура
Барочный фасад здания принадлежит церкви Сорбонны — часовне Святой Урсулы Сорбоннской; её строительство было завершено в 1642 году. Со времени принятия закона об отделении религии от государства в 1905 году, здание приспособлено для официальных приёмов и выставок.
Часовня Сорбонны является национальным историческим памятником и находится под защитой государства с февраля 1887 года. Большой амфитеатр (вместе с другими залами) — исторический памятник с сентября 1975 года.

## История
История Сорбонны начинается раньше XII века, но именно в 1215 году формируется Парижский университет, когда несколько церковных школ объединились и сформировали один из первых университетов в Европе. Первоначально он имел 4 факультета: вольных искусств, канонического права, медицины и теологии. Уже в XIII веке университет стал одним из крупнейших в Европе. После забастовки 1229—1231 годов университет получил право местной автономии, подчиняясь непосредственно папе.

### Богословский коллеж
В 1257 году теолог Робер де Сорбон, духовник короля Людовика IX Святого, основал в Париже богословский коллеж для детей из бедных семей; через 50 лет известность коллежа затмила многие богословские заведения Европы. Библиотека Сорбонны была одной из первых, в которой единицы библиотечного фонда были расположены в алфавитном порядке в соответствии с названием.
Со временем коллеж стал основным французским учреждением для теологических (богословских) исследований, и «Сорбонна» часто использовалась как синоним парижского факультета теологии, несмотря на то, что была лишь одним из многих коллежей университета.
XIV век стал благоприятным временем для увеличения могущества и авторитета Сорбоннской школы: великий раскол западной церкви совершенно низвёл значение Рима, была потребность в высшем, авторитетном учреждении, которое взяло бы на себя охрану догматов: таким учреждением и явилась Сорбонна. В 1393 году 54 сорбонских доктора были уполномочены представить королю свои мнения о том, как покончить с расколом в церкви. Они и предложили меру, которая была вскоре приведена в исполнение, то есть собор высших духовных и светских лиц, который явился бы судьёй враждовавших авиньонского и римского пап.
В 1554 году коллеж получил название Сорбонна и постепенно объединился с теологическим факультетом Парижского университета. В течение XVI века Сорбонна была вовлечена в интеллектуальную борьбу между католиками и протестантами. Университет служил основным оплотом католической консервативности и вёл борьбу против политики короля Франциска I относительной терпимости к французским протестантам, за исключением краткого периода в 1533 году, когда университет был поставлен под протестантский контроль.
В XVII веке название Сорбонна распространилось на весь Парижский университет.
В XVIII веке Сорбоннский коллеж был богатым учреждением, делами которого управлял «провизор» с четырьмя докторами, выбранными из своей среды всеми членами. Финансами заведовали специальные чиновники, назначаемые провизорами.
В 1790 году коллеж Сорбонна, как богословская школа, перестал существовать. В 1808 году декретом Наполеона его здания отданы в распоряжение университета города Парижа.

### Май — 68
После нескольких месяцев конфликтов между студентами и властями Парижского университета в Нантере администрация закрыла этот университет 2 мая 1968 года. Студенты кампуса Сорбонны в Париже встретились 3 мая в знак протеста против закрытия и угрозы изгнания нескольких студентов в Нантере.
Когда Сорбонна вновь открылась, студенты заняли ее и объявили автономным «Народным университетом». В течение последующих недель в Париже и других местах был создан примерно 401 комитет народных действий для документирования жалоб на правительство и французское общество, включая Оккупационный комитет Сорбонны.
6 мая национальный студенческий союз Union Nationale des Étudiants de France (UNEF) — все еще крупнейший студенческий союз во Франции сегодня — и союз университетских преподавателей объявили марш протеста против вторжения полиции в Сорбонну. Более 20 000 студентов, учителей и других сторонников маршировали к Сорбонне, все еще охраняемой полицией, которая бросилась в атаку, вооружившись дубинками, как только участники марша приблизились. Пока толпа разошлась, некоторые начали строить баррикады из всего, что было под рукой, а другие бросали брусчатку, вынуждая полицию на время отступить. В ответ полиция применила слезоточивый газ и снова атаковала толпу. Были арестованы сотни студентов.
10 мая была отмечена «Ночь баррикад» (фр. Nuit des barricades), когда студенты использовали машины, дерево и булыжник для баррикад на улицах Латинского квартала. Между студентами и ОМОНом последовали жестокие уличные бои, особенно на улице Гей-Люссак. Рано утром следующего дня, когда боевые действия прекратились, Дэниел Кон-Бендит послал радиопередачу с призывом к всеобщей забастовке. В понедельник, 13 мая, более миллиона рабочих объявили забастовку, а студенты заявили, что Сорбонна «открыта для публики». Переговоры закончились, и студенты вернулись в свои университетские городки после ложного сообщения о том, что правительство согласилось открыть их снова, только для того, чтобы обнаружить, что полиция все еще оккупирует школы.

### Реорганизация (1970)
В 1970 году Сорбонна, или Парижский университет, была реорганизована в 13 университетов, различающихся по направлениям обучения и относящихся к трём академиям Парижа и парижского региона. Четыре из этих университетов находятся в основном в исторических зданиях Сорбонны, остальные — в других кварталах Парижа и его пригородах. Университеты Сорбонны заслужили авторитет во всём мире.

## Сорбонна сегодня
В Сорбонне располагается ректорат Парижской академии (фр. Académie de Paris) и канцелярия парижских университетов (фр. Chancellerie des universités de Paris). А также Национальная школа хартий, Практическая школа высших исследований (фр. École pratique des hautes études) и частично университеты Париж I, Париж III, Париж IV и Париж V. Также в Сорбонне располагается межуниверситетская библиотека Сорбонны.

### Тринадцать современных университетов
| I    | Университет Париж I — Пантеон-Сорбонна                                       | сайт | академия Парижа  |
| II   | Университет Париж II — Пантеон-Ассас                                         | сайт | академия Парижа  |
| III  | Университет Париж III — Новая Сорбонна                                       | сайт | академия Парижа  |
| IV   | Университет Париж IV — Париж-Сорбонна                                        | сайт | академия Парижа  |
| V    | Университет Париж Декарт (Университет Париж V)                               | сайт | академия Парижа  |
| VI   | Университет имени Пьера и Марии Кюри (Университет Париж VI)                  | сайт | академия Парижа  |
| VII  | Университет Париж VII — Дени Дидро                                           | сайт | академия Парижа  |
| VIII | Университет Париж VIII — Винсент-Сен-Дени                                    | сайт | академия Кретей  |
| IX   | Университет Париж-Дофин (Университет Париж IX)                               | сайт | академия Парижа  |
| X    | Университет Париж X - Нантер (Университет Западный Париж — Нантер-ля-Дефанс) | сайт | академия Версаля |
| XI   | Университет Париж XI — Южный Париж                                           | сайт | академия Версаля |
| XII  | Университет Париж XII Валь-де-Марн — Париж-Валь-де-Марн                      | сайт | академия Кретей  |
| XIII | Университет Париж XIII — Северный Париж                                      | сайт | академия Кретей  |